# Trybunał inkwizycji w Cremonie
Trybunał inkwizycji w Cremonie – sąd inkwizycyjny, mający swą siedzibę w Cremonie, działający w latach 1548–1775. Należał do struktur inkwizycji rzymskiej i był kierowany przez dominikanów.

## Historia
Początki inkwizycji w Cremonie sięgają czerwca 1251, gdy papież Innocenty IV mianował Piotra z Werony oraz Bibiana z Bergamo inkwizytorami dla Cremony oraz innych miast Lombardii. Jednakże minęło prawie 300 lat zanim Cremona stała się główną siedzibą trybunału inkwizycyjnego, w międzyczasie będąc częścią większych okręgów inkwizytorskich wraz z Piacenzą (do 1511 i od 1515), Pawią (ok. 1470 – 1502), Brescią (1511–1515) oraz Bergamo (1512–1515). Dopiero 6 lutego 1548 generał zakonu dominikanów Francesco Romeo zadecydował o wyłączeniu diecezji Cremony spod jurysdykcji trybunału z Piacenzy i utworzeniu dla niej odrębnego trybunału.
Bardzo szybko (być może już w 1550) prawo nominacji inkwizytorów Cremony przejęła rzymska Kongregacja Świętego Oficjum (utworzona w 1542).
W latach 1550–1552 inkwizytor Giovanni Battista Chiarini prowadził dochodzenie przeciwko kilkudziesięciu osobom podejrzanym o prokalwińskie sympatie. Napotkał na opór miejscowego podesty, który doprowadził do interwencji Senatu księstwa Mediolanu. Senat wezwał inkwizytora do wytłumaczenia się z podjętych działań. Chiarini podporządkował się temu zarządzeniu, za co został upomniany przez Kongregację Świętego Oficjum, która uznała to za bezprawną ingerencję władz świeckich.
W latach 1626–1659 urzędnikiem trybunału w Cremonie był prawnik Cesare Carena, autor jednego z najczęściej drukowanych podręczników dla inkwizytorów zatytułowanego Tractatus de Officio Sanctissimae Inquisitionis et Modo Procedendi in Causis Fidei.
Trybunał inkwizycyjny w Cremonie został zniesiony po śmierci inkwizytora Giuseppe Porzio da Forlì (26 stycznia 1775). Cesarzowa Maria Teresa Habsburg, rządząca księstwem Mediolanu, nie zgodziła się na mianowanie jego następcy i 9 marca 1775 wydała dekret zakazujący mianowania nowych inkwizytorów lub ich wikariuszy na terytorium księstwa, co w praktyce oznaczało rozłożone w czasie całkowite zniesienie inkwizycji.

## Organizacja
Siedzibą trybunału był dominikański konwent S. Domenico. Jego jurysdykcji podlegała diecezja Cremony. Podobnie jak innym trybunałom inkwizycji rzymskiej, trybunałowi w Cremonie podlegała sieć wikariatów rejonowych (vicariati foranei), na czele których stali wikariusze rejonowi wywodzący się na ogół spośród zakonników. W diecezji Cremony było 35 wikariatów rejonowych. Istniało także świeckie Bractwo Świętego Krzyża (crocesignati), wspomagające materialnie inkwizytora.
W wewnętrznej hierarchii dominikańskich trybunałów inkwizycyjnych trybunał z Cremony zaliczany był do trybunałów drugiej (pośredniej) klasy.

## Lista inkwizytorów (1548–1775)
- Girolamo Sico da Vercelli OP (1548–1550)[12]
- Giovanni Battista Chiarini OP (1550–1558)[13]
- Girolamo Polizzi OP (1558–1562)[13][14]
- Pietro Martire Rusca da Lugano OP (1563), nie objął urzędu[13][15]
- Vincenzo Sena da Ceprano OP (1563–1565)[13]
- Giulio Ferrari da Cremona OP (1565–1578)[13]
- Giovanni Battista Venturini da Lugo OP (1578–1580)[13]
- Giovanni Maria Capalla da Saluzzo OP (1580–1582)[13]
- Vincenzo Busiatti da Montesanto OP (1582–1584)[13]
- Girolamo Accetti OP (1584–1588)[13]
- Pietro Visconti da Taggia OP (1588–1595)[13]
- Pietro Martire Rinaldi OP (1595–1599)[13]
- Alberto Cheli da Lugo OP (1599–1603)[13]
- Michelangelo Seghizzi OP (1603–1609)[13]
- Desiderio Scaglia OP (1609–1614)[13]
- Paolo Pagliari da Capriata OP (1614–1615)[13]
- Ippolito Lanci da Acquanegra OP (1615–1619)[13]
- Tommaso Novati da Taggia OP (1619–1625)[13]
- Giovanni Battista Boselli da Sestola OP (1625–1632)[13]
- Pietro Martire Ricciardi da Acquanegra OP (1632–1634)[13]
- Giovanni Battista Premoli da Martinengo OP (1634–1639)[13]
- Vincenzo Preti da Seravallo OP (1639–1647)[13]
- Francesco Cuccini OP (1647–1649)[13]
- Giandomenico Rugeri da Taggia OP (1649–1650)[13]
- Pietro Giacinto Donzelli da Bologna OP (1650–1653)[13]
- Consalvo Maria Grizi da Jesi OP (1654–1662)[13]
- Stefano Boido da Castellacio OP (1662–1674)[13]
- Michele Pio Passi OP (1674–1679)[13]
- Alberto Solimano da Genova OP (1679–1700)[13]
- Eustachio Maria Pozzi OP (1700–1719)[13]
- Domenico Maria Bassi da Castelnuovo Scrivia OP (1719–1723)[13]
- Silvestro Martini da Ferrara OP (1723–1724)[13]
- Ermenegildo Todeschini da Mantova OP (1725–1743)[13]
- Giovanni Andrea Passano OP (1743–1749)[16]
- Giovanni Francesco Cremona OP (1749–1756)[17]
- Tommaso Antonio Ricci OP (1756–1768)[18]
- Giuseppe Porzio da Forlì OP (1768–1775)[17]